# دائرة محيطة

الدائرة المحيطة C ذات المركز O تحيط بالمضلع P

في الهندسة الرياضية، الدائرة المحيطة أو اختصاراً، المُحيطةُ (بالإنجليزية: Circumscribed circle)‏ بمضلع ما هي الدائرة التي تمر بجميع رؤوس المضلع. يطلق على المضلع الذي يملك دائرة محيطة اسم المضلع الدائري. جميع المضلعات المنتظمة البسيطة، وجميع المثلثات والمستطيلات هي مضلعات دائرية.
يطلق على مركز الدائرة المحيطة اسم مركز محيطي.

## الدائرة المحيطة بالمثلث

دائرة محيطة بالمثلث

جميع المثلثات هي مضلعات دائرية، أي يوجد دائرة محيطة لأي مثلث.

مركز الدائرة المحيطة بمثلث هي ذاتها نقطة تقاطع المنصفات العمودية لأضلاع المثلث.

## معرض صور

## وصلات خارجية
إيريك ويستاين، دائرة محيطة، ماثوورلد Mathworld (باللغة الإنكليزية).